# Samuel Moncada
Pour les articles homonymes, voir Moncada (homonymie).
Samuel Moncada est un homme politique et historien vénézuélien, né à Caracas le 13 juin 1959. Ministre de l'Enseignement supérieur de 2004 à 2006, il est l'éphémère ministre des Relations extérieures du Venezuela du 21 juin au 2 août 2017, succédant à Delcy Rodriguez.

## Carrière politique
Il est nommé représentant permanent du Venezuela à l'Organisation des États américains (OEA) le 27 mars 2017. Dès le 3 avril suivant, il se retire du conseil permanent de l'organisation pour dénoncer le fait que les autres États membres entretiennent des discussions à propos du Venezuela en l'absence de ses représentants tout en accusant certains membres de s'immiscer dans la politique intérieure du pays, entre autres accusations. Dès la fin du mois, celle qui alors encore ministre des Relations extérieures, Delcy Rodríguez, annonce que selon la volonté du président, le Venezuela entame une procédure de retrait de l'institution selon les instructions du président Nicolás Maduro mais dès le 2 août, ce dernier annonce que le Venezuela renvoie un représentant permanent à l'organisation en la personne de Samuel Moncada.
Du 21 juin au 2 août 2017, il est ministre des Relations extérieures du Venezuela. Malgré son soutien au président et au processus, il est remplacé le 2 août 2017 par Jorge Arreaza au poste de ministre des Relations extérieures. Il retrouve alors son poste d'ambassadeur du Venezuela à l'OEA.

## Prises de position
Le 18 juillet 2017, alors qu'il est ministre des Relations extérieures, il déclare que « [r]ien ne pourra l’arrêter, [le projet de] Constituante continue. Aujourd’hui, le peuple vénézuélien est libre et répondra de manière unie face à l’insolente menace d’un empire xénophobe et raciste » dans la crise que traverse le pays depuis le début de l'année. 